# Jan Mårtenson
Jan Mårtenson, né le 14 février 1933 à Uppsala, Suède, est un diplomate et un écrivain suédois, auteur de roman policier. Il signe parfois ses œuvres du pseudonyme Mårten Janson.

## Biographie
Il termine ses études en droit à l’Université d'Uppsala en 1960.  Il amorce ensuite une carrière de diplomate au ministère des Affaires étrangères. En 1966, il en dirige le service du département des Nations unies. À partir de 1968, il occupe divers postes de haute fonction liés à la recherche et à l’environnement. En 1975, il devient chef de cabinet du roi de Suède et, en 1979, est nommé aux Nations unies où il est un temps secrétaire-général adjoint au désarmement.
En marge de sa vie diplomatique, il publie un très grand nombre de livres, allant du recueil de poésie à l’essai, en passant par le roman policier, genre auquel il consacre plus d’une cinquantaine de titres. Il a créé deux héros enquêteurs récurrents : le diplomate Jonas Berg, présent dans une trilogie écrite au début des années 1970, et l’antiquaire Johan Kristian Homan. Ce dernier, qui vit seul avec sa chatte siamoise Cléo de Mérode, a fait des études à l’Université d’Uppsala et possède de vastes connaissances en histoire et en gastronomie, dont il n’hésite pas à faire étalage au cours de ses enquêtes.

## Œuvre

### Romans
- Helgeandsmordet (1973) Publié en français sous le titre Invitation au suicide, Paris, Librairie des Champs-Élysées, Le Masque no 1523, 1978
- Drakguldet (1974) Publié en français et signé Mårten Janson sous le titre L’Or du dragon, Paris, Librairie des Champs-Élysées, Le Masque no 1455, 1976 ; réédition, Paris, Librairie des Champs-Élysées, Le Club des Masques no 464, 1982
- Demonerna (1975)
- Häxhammaren (1976)
- Döden går på museum (1977)
- Döden går på cirkus (1978)
- Vinprovarna (1979)
- Djävulens hand (1980)
- Döden gör en tavla (1981)
- Middag med döden (1982)
- Vampyren (1983)
- Guldmakaren (1984)
- Häxmästaren (1985)
- Rosor från döden (1986)
- Den röda näckrosen (1987)
- Neros bägare (1988)
- Mord i Venedig (1989)
- Akilles häl (1990)
- Ramses hämnd (1991)
- Midas hand (1992)
- Gamens öga (1993)
- Tsarens guld (1994)
- Karons färja (1995)
- Caesars örn (1996)
- Högt spel (1997)
- Det svarta guldet  (1998)
- Häxan (1999)
- Mord på Mauritius (2000)
- Ikaros flykt (2001)
- Mord ombord (2002)
- Dödligt svek (2003)
- Ostindiefararen (2004)
- Döden går på auktion (2005)
- Den kinesiska trädgården (2006)
- Spionen (2007)
- Dödssynden (2008)
- Palatsmordet (2009)
- Mord i Havanna (2010)
- Safari med döden (2011)
- Mord i blått (2012)
- Jubileumsmord (2012)
- Den grekiska hjälmen (2013)

### Romans signés Mårten Janson

#### SérieJonas Berg
- Telegrammet från San José (1971)
- Tre Skilling Banco (1971) Publié en français sous le titre Le Timbre jaune, Paris, Librairie des Champs-Élysées, Le Masque no 1370, 1975
- Nobelpristagaren och döden (1972) Publié en français sous le titre Le Prix Nobel et la Mort, Paris, Librairie des Champs-Élysées, Le Masque no 1463, 1977 ; réédition sous la signature Jan Mårtenson, Paris, Librairie des Champs-Élysées, Le Club des Masques no 495, 1983

#### Autres romans
- Släkten är bäst (1978)
- Utsikt från min trappa (1982)
- Mord och mat (1994)
- Mord i Gamla stan (2002)
- Mord på menyn (2003)

### Autres publications
- 32 om kärlek (1970), poésie
- Drottningholm - slottet vid vattnet (1985), essai
- Sverige (1986)
- Slottet i staden (1989)
- Arvfurstens palats (1991), essai
- Kungliga svenska konstnärer (1994)
- Residens - Svenska EU-ambassader (1997)
- Sofia Albertina - en prinsessas palats (1997), essai
- Att kyssa ett träd (2000), mémoire
- Beridna högvakten (2005)
- Kungliga Djurgården (2007)
- Oss håller inga bojor, oss binder inga band!  (2013)

## Sources
- Jacques Baudou et Jean-Jacques Schleret, Le Vrai Visage du Masque, vol. 1, Paris, Futuropolis, 1984, 476 p. (OCLC 311506692), p. 300-301.
- Claude Mesplède (dir.), Dictionnaire des littératures policières, vol. 2 : J - Z, Nantes, Joseph K, coll. « Temps noir », 2007, 1086 p. (ISBN 978-2-910-68645-1, OCLC 315873361), p. 314.